# 서해삼육초등학교
서해삼육초등학교는 대한민국 충청남도 홍성군 광천읍에 있는 사립 초등학교이다.

## 학교 연혁
- 1955년 5월 1일 광천삼육공민학교 개교
- 1962년 3월 8일 광천삼육공민학교 인가
- 1963년 3월 1일 광천삼육국민학교 인가 (6학급)
- 1969년 2월 10일 제1회 졸업식
- 1987년 4월 13일 신축교사 이전(홍성군 광천읍 광천리 165-2)
- 1996년 3월 1일 광천삼육초등학교로 개명
- 2002년 3월 1일 서해삼육초등학교로 개명
- 2008년 2월 25일 학교 교육과정 평가 우수학교 표창
- 2008년 2월 25일 화석 및 암석 전시관 개관
- 2008년 2월 25일 전자도서실(e-슬기샘) 설치
- 2008년 9월 5일 냉난방개선 및 승압시설 사업
- 2008년 9월 20일 과학실 현대화 사업 완료
- 2008년 9월 23일 세미관 개관 및 화상교육도입
- 2008년 12월 30일 영어교육우수학교 표창(충남교육감)
- 2009년 9월 1일 제15대 김은자 교장 취임
- 2010년 2월 28일 교사증축(1003.58m2)
- 2010년 12월 22일 영어교육우수학교 표창(충남교육감)
- 2010년 12월 28일 영어교육 리더학교 표창(교과부장관)
- 2014년 9월 12일 초등음악동아리(관현악) 금상(충남교육감)
- 2014년 10월 22일 영어동화연극발표대회 최우수(충남교육감)
- 2014년 12월 23일 사학기관 경영평가 4년 연속 최우수
- 2015년 2월 13일 제47회 졸업식(33명, 총691명)
- 2015년 3월 1일 제16대 이선희 교장 취임
- 2015년 3월 2일 2015학년도 신입생 입학식(30명)

## 참고 자료
- 서해삼육초등학교 - 한국교육학술정보원 학교알리미